# Алфредо Стреснер
Алфредо Стреснер Матиауда (на испански: Alfredo Stroessner Matiauda) е офицер от Парагвайската армия и президент на Парагвай от 1954 до 1989 г. Той се издига до тази позиция, след като провежда военен преврат през 1954 г. Неговото управление, продължило 35 години (най-дългото в Южна Америка), се характеризира с непрекъснат период на репресии.
През 1954 г. той отстранява Федерико Чавес и става президент, след като спечелва президентски избори, в които той е единственият кандидат. Непоколебим антикомунист, Стреснер получава подкрепата на САЩ през по-голямата част от управлението си. Законодателната власт и съдилищата са изпълнени с негови поддръжници, което му позволява безмилостно да потиска всякаква опозиция. Той държи страната в постоянно „положение на обсада“, което пренебрегва гражданските права, установява култ към личността и позволява изтезаването и убиването на политически противници. Членството в неговата Партия Колорадо се оказва необходимо условие за кариерно развитие, безплатно здравеопазване и други услуги. Конституцията е изменена през 1967 и 1977 г., за да се узаконят шестте му последователни президентски избори. Стреснер предоставя подслон на изпратения в изгнание аржентински президент Хуан Перон и никарагуанския президент Анастасио Сомоса Дебайле (по-късно убит в Парагвай).
През 1988 г, Стреснер спечелва безпрецедентен осми мандат с мнозинство от над 89% от гласовете. По-малко от година по-късно, среяу него е извършен преврат от военните, воден от бившия му верен приятел генерал Андрес Родригес. Той го изпраща в изгнание в Бразилия, където Стреснер прекарва последните 17 години от живота си. След тежко боледуване, той се опитва да се завърне в Парагвай, за да умре там, но правителството му отказва.

## Ранен живот
Стреснер е роден в Енкарнасион на 3 ноември 1912 г. в семейството на Хуго Щрьоснер, който емигрира от Хоф, Бавария, и работи като счетоводител в пивоварна. Майка му, Ериберта Матиауда, израства в заможно парагвайско семейство с испански креолски произход. Стреснер се записва във военната академия Франсиско Лопес през 1929 г., откъдето излиза с чин лейтенант в Парагвайската армия през 1931 г.
През 1932 г. той се сражава срещу боливийските сили в битката при Бокерон по време на Войната за Гран Чако. След войната постепенно се издига сред военните редици. Към 1940 г. той вече е майор, а през 1946 г. е включен в генералния щаб на армията. Когато избухва Парагвайската гражданска война през 1947 г., Стреснер командва артилерийска дивизия в Парагуари, която обстрелва бунтовнически район на работническата класа до Асунсион. Президентът по това време, Игинио Мориниго, намира военните умения на Стреснер много полезни и бързо го повишава. като един от малкото офицери, които остават верни на Мориниго, Стреснер става забележителна политическа и обществена фигура. Той става бригадир през 1948 г. Точният му политически усет го подвежда само веднъж, когато през 1948 г. се озовава от грешната страна на провален опит за преврат и се налага да бъде закаран до бразилското посолство в багажника на кола. Стреснер подкрепя Фелипе Молас Лопес в успешен преврат срещу Хуан Наталисио Гонсалес. След това подкрепя Федерико Чавес срещу Молак Лопес и към 1951 г. вече е главнокомандващ на въоръжените сили на Парагвай.

## Президентство
Стреснер има възражения срещу плановете на президента Чавес да въоръжи националната полиция. Това му служи като повод да извърши преврат срещу него на 4 май 1954 г. След временното президентство на Томас Перейра (5 май 1954 г. – 15 август 1954 г.), Стреснер се оказва единственият кандидат на извънредните президентски избори на 11 юли за завършване на мандата на Чавес. Стреснер е преизбиран общо седем пъти – през 1958, 1963, 1968, 1973, 1978, 1983 и 1988 г. През 1958 г. той пак е единствен кандидат. В хода на другите избори, той печели с нереално висок процент, като само през 1968 г. кандидат на опозицията успява да спечели повече от 20% от гласовете. Той служи в продължение на 35 години, като единствено Фидел Кастро има по-дълъг мандат сред южноамериканските държавни лидери.
Скоро след като поема властта, Стреснер обявява „положение на обсада“, което му позволява да потиска гражданските права, да арестува и задържа всеки безсрочно без съдебен процес, както и да забранява публичните митинги и демонстрации. Положението се възобновява на всеки три месеца до 1987 г., с изключение на кратък промеждутък през 1959 г. Въпреки че технически то важи само в рамките на Асунсион след 1970 г., съдилищата отсъждат, че всеки, обвинен в престъпления срещу сигурността на държавата, може да бъде отведен в столицата и да бъде осъден, дори престъплението да е било извършено извън столицата. По-голямата част от мандата на Стреснер преминава под своеобразно военно положение. Бидейки верен антикомунист, Стреснер включва Парагвай в Световната антикомунистическа лига и оправдава репресиите си като необходима мярка за защита на страната.
Парагвай се ползва с близките военни и икономически взаимоотношения на САЩ. Режимът на Стреснер дори предлага да изпрати войници във Виетнамската война, които да помагат на американците. САЩ играе важна поддържаща роля във вътрешните дела на режима на Стреснер. Между 1962 г. и 1975 г. САЩ предоставя 146 милиона щатски долара на военното правителство на Парагвай, а парагвайски офицери са изпращани на съвместни обучения с американската армия в САЩ. Макар военните сили на Стреснер да получават по-малка материална подкрепа от САЩ, отколкото другите десни южноамерикански режими, здравите междувоенни отношения устояват и след сменянето на военните съветници на двете страни. В периода 1962 – 1966 г. близо 400 парагвайски военни са обучени от САЩ в зоната на Панамския канал на американска почва. Здравите американо-парагвайски отношения продължават до момента, когато администрацията на Джими Картър набляга на външната политика и започва да признава нарушенията на правата на човека, въпреки че в същото време заделя военна и икономическа помощ за Парагвай в бюджета си. Администрацията на Роналд Рейгън възстановява предишните отношения на страните, благодарение на устойчивия антикомунизъм на Стреснер, но към средата на 1980-те години отношенията отново се охлаждат, главно поради международните протести срещу ексцесиите на режима и участието му в трафик с наркотици и пране на пари. През 1986 г. администрацията на Рейгън добавя режима на Стреснер към списъка с латиноамерикански диктатури.
Като ръководител на Партия Колорадо, Стреснер упражнява почти пълен контрол над политическата сцена в страната. Въпреки че партиите на опозицията формално са разрешени след 1962 г., Парагвай остава с еднопартийна система. Изборите са толкова сериозно нагласяни в полза на Партия Колорадо, че опозицията няма реален шанс да спечели, а опозиционните фигури са подлагани на различни видове тормоз. Освен това, Парагвай става убежище за нацистки военни престъпници, сред които Йозеф Менгеле, а некомунистическата мирна опозиция е разбита. Имайки предвид афинитета на Стреснер към нацизма и нацистите, чуждестранната преса често определя правителството му като „нацистки режим на бедняка“.
Управлението на Стреснер донася повече стабилност, отколкото някога е имало дотогава в страната. От 1927 г. до 1954 г. страната сменя 22 президента, като само в периода 1948 – 1954 г. са сменени шестима. Все пак, това идва на висока цена. Корупцията е повсеместна, а човешките права в Парагвай се считат за едни от най-потъпкваните в Южна Америка. По време на режима на Стреснер са убити между 3000 и 4000 души, а 400 – 500 изчезват, докато хиляди са хвърлени в затвора и изтезавани.
Свободата на пресата е ограничена, независимо от конституционните права. Всякакво възмущение от тормоз на правителството или нападки срещу Партия Колорадо довежда до унищожаване на въпросната медия. Много ръководители на медии са арестувани и изтезавани. Поради това, политическите противници са малко. Към края на президентството си, Стреснер обявява, че ще премахне положението на обсада, но по-късно връща думите си назад, след като студенти започват да протестират срещу тарифите на обществения транспорт.

### Операция Кондор
Парагвай е водеща фигура в операция Кондор, кампанията на държавен терор, която е официално приета през 1975 г. и в която военните правителства на шест южноамерикански държави (Чили, Аржентина, Боливия, Парагвай, Уругвай и Бразилия) си сътрудничат с подкрепата на САЩ. Нарушенията на правата на човека стават характерна черта в тези и други страни от Южна Америка, където отвличанията, изтезанията, изчезванията и извънсъдебните убийства стават рутина. След екзекуциите, много от телата на убитите от режима са изхвърляни в реките Чако и Рио Парагуай. Откриването на т. нар. „Архиви на терора“ през 1992 г. в квартала Ламбаре на Асунсион потвърждава обвиненията за повсеместни нарушения на човешките права по време на режима.
Пастор Коронел е глава на Департамента за разследвания или тайната полиция на режима. Той разпитва хората в купчина от повръщано и екскременти или пъха електрически пръчки в ректумите им. През 1975 г. секретарят на Парагвайската комунистическа партия, Мисел Анхел Солер, е разчленен жив с моторна резачка, докато Стреснер слуша по телефона. Виковете на изтезаваните дисиденти често са били записвани и после пускани по телефона на членове на семейството, а понякога кървавите им дрехи са изпращани по домовете им.
По време на режима на Стреснер са извършени нечувани нарушения на човешки права срещу индианците Аче в източната част на Парагвай. Това е вследствие най-вече на американските и европейските корпорации, които искат достъп до горите, рудниците и пасищата на страната. Коренното население се съпротивлява на опитите на парагвайската армия да ги прогони от земите им. Правителството отговаря с масови кланета и с поробване. През 1974 г. ООН обвинява Парагвай в робство и геноцид. Към края на 1970-те години са останали само няколкостотин аче. Режимът на Стреснер финансира геноцида с американски пари.
Стреснер все пак е внимателен да не привлича вниманието на завистливите генерали или на чуждестранните журналисти. Той избягва оживените публични места и ходи на почивки в Патагония. С течение на времето става по-толерантен към опозицията, но основният характер на режима търпи промяна.
По време на управлението му, нито една социалистическа държава няма дипломатически отношения с Парагвай, като единствено изключение прави необвързаната Югославия. Стреснер прави много държавни визити, включително в Япония, САЩ, Франция, Западна Германия и ЮАР. След като отношенията с Германия и САЩ се влошават, Стреснер, който винаги е бил про-германски настроен, започва да се чувства изоставен.
Смята се, че католическата църква е единствената причина Стреснер да не получи неограничена власт над страната. След унищожаването от полицията на Асунсионския университет през 1972 г. архиепископът на Парагвай отлъчва от църквата министъра на вътрешните работи и началника на полицията и забранява празнуването на Светата литургия в знак на протест срещу режима. Когато папа Йоан Павел II посещава Парагвай през 1988 г., визитата му подкрепя вече силното движение против Стреснер в страната.

## Икономика
Стреснер заделя голяма част от парагвайския национален бюджет за военния и полицейския апарат, тъй като и двата са от главно значение за поддържането на режима. Според статия от 1963 г. в списание Time, Стреснер изразходва около 33% от националния бюджет от предната година за армията и полицията, 15% за образование и 2% за обществени работи. Данък общ доход не е въведен, а публичните разходи имат най-малък процент от БВП в цяла Южна Америка.
Стреснер постановява няколко проекта за икономическо развитие, сред които построяването на най-голяма водноелектрическа централа в света при Итайпу. Въпреки че Парагвай получава само 15% от договорите, това е голям фактор, позволяващ на страната да постигне най-голям растеж в Латинска Америка през по-голямата част от 1970-те години.
Стреснер подкрепя проектите, които развиват инфраструктурата на страната. Към края на режима, вторият най-голям град в страната е Сиудад дел Есте (тогава наричан Пресиденте Стреснер), който е основан едва 32 години по-рано.

## Крах
През април 1987 г. Стреснер вдига положението на обсада в подготовка за изборите на следващата пролет. Въпреки това, няколко драконови мерки за сигурност остават в сила, което означава, че положението на обсада на практика остава. Както през последните три десетилетия, лидерите на опозицията продължават да бъдат арестувани произволно, а събранията и демонстрациите им са разпръсквани. За пореден път, Стреснер се оказва единствен кандидат в надпреварата. При тези условия, изборите през февруари 1988 г. с нищо не са по-различни от предходните избори, а Стреснер официално печели 89% от вота.
На 3 февруари 1989 г., само шест месеца след като се заклева в осмия си мандат, Стреснер е отстранен чрез преврат от генерал Андрес Родригес, най-доверения му човек през последните три десетилетия. Една от причините за преврата е, че генералите се опасяват, че децата на Стреснер ще го наследят. От двамата сина, Алфредо е зависим от кокаина, а Густаво е пилот, който е отритнат за това, че е гей. След преврата, Стреснер бяга в Бразилия, където живее в изгнание през следващите 17 години. Жена му също получава убежище в Бразилия, но бяга в САЩ.
Стреснер умира на 16 август 2006 г. в град Бразилия на 93-годишна възраст от инсулт. Правителството на Парагвай бързо отхвърля всякакви предложения за отдаване на почести към бившия президент. Малко преди смъртта си, Стреснер се опитва да се върне в страната си, за да умре в нея, но е порицан и заплашен с арест от правителството. Отчасти поради злоупотребите на Стреснер, текущата конституция на Парагвай ограничава президентския мандат до пет години и му забранява да бъде преизбиран, дори и непоследователно.